# Brigdeman
Brigdeman je priimek več oseb:
- Robert Clive Viscount Brigdeman, britanski general
- Geoffrey John Orlando Brigdeman, britanski general